# Beaumé
Beaumé je francouzská obec v departementu Aisne v regionu Hauts-de-France. V roce 2011 zde žilo 98 obyvatel.

## Sousední obce
Aubenton, Besmont, Iviers, Leuze, Martigny

## Vývoj počtu obyvatel
Počet obyvatel 